# Gabriel Torén

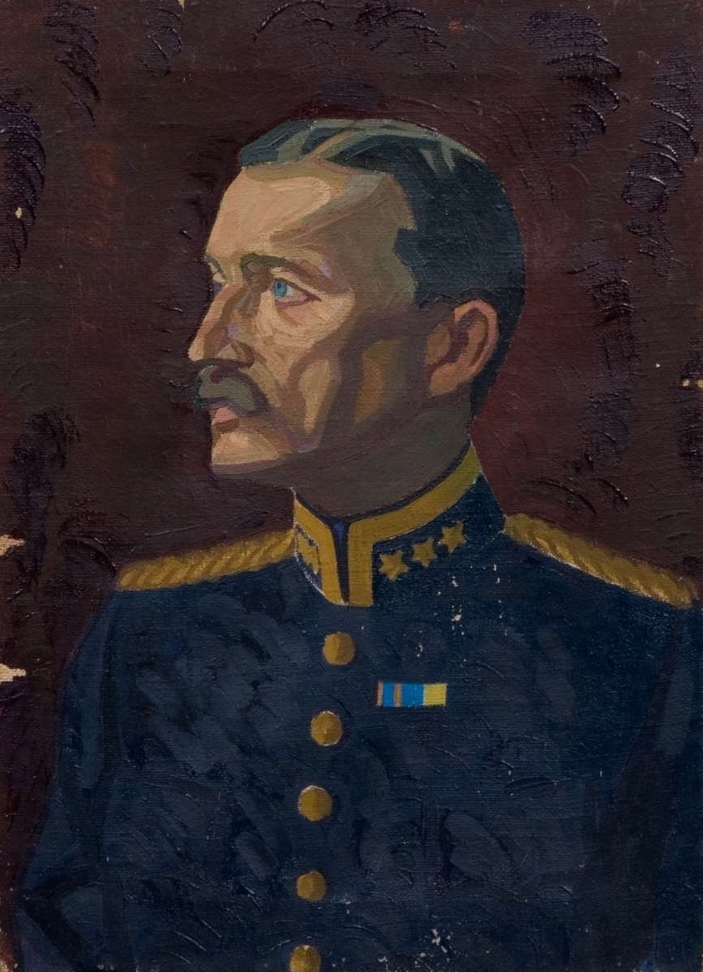
Gabriel Torén.

Gabriel Axel Torén, född den 4 april 1858 i Uppsala, död den 15 juli 1919 i Karlsborgs församling, var en svensk militär. Han var son till Carl Axel Torén och far till Carl-Axel och Helge Torén. 
Torén blev underlöjtnant vid Svea artilleriregemente 1878 och löjtnant där 1885. Han blev ordonnansofficer hos hertigen av Västergötland 1889 och adjutant hos kungen 1900. Torén befordrades till kapten 1894 och till major 1904. Han blev överstelöjtnant och chef för Gotlands artillerikår 1906, överste och chef för Svea artilleriregemente 1909 samt generalmajor och kommendant på Karlsborgs fästning 1918. Från 1915 var Torén ledamot av Krigshovrätten. Han blev riddare av Svärdsorden 1900 och kommendör av andra klass av samma orden 1912.